# Keersop (Valkenswaard)
Keersop is een buurtschap in de gemeente Valkenswaard in de Nederlandse provincie Noord-Brabant. Het ligt in het uiterste westen van de gemeente, ten noordwesten van de bebouwde kom van Dommelen.
Dorpen: Borkel · Dommelen · Schaft · Valkenswaard

Buurtschappen: Achterste Brug · Deelshurk · De Kapel · Heuvel · Hoek · Hoeve · Keersop · Venbergen · Voorste Brug · Zeelberg

Noord-Brabant: Steden en dorpen      Nederland: Provincies · Gemeenten